# MotoGP '07
MotoGP '07 es el quinto juego de la serie MotoGP de THQ para Xbox 360, Microsoft Windows y teléfonos móviles (este último lanzado como MotoGP 4). La compra del estudio Climax Racing, desarrollador de la mayoría de los títulos anteriores de la serie, de Climax Studios por Disney Interactive Studios llevó a especular sobre quién desarrollaría el juego. Sin embargo, un video promocional en Xbox Live Marketplace confirmó que Black Rock Studio todavía estaba involucrado en MotoGP '07.

## Características
MotoGP '07 incluye datos completos de pilotos y equipos, nuevas motos de 800cc de MotoGP y los 18 circuitos de la temporada 2007 de MotoGP. El título también cuenta con multitudes interactivas en la pista, características de torneos en línea, carreras de "deslizamiento rosa" en línea y un modo Extreme renovado. El modo Extreme renovado permite más de un millón de posibles personalizaciones de bicicletas.
Además, se han realizado cambios menores en la jugabilidad en el manejo y el frenado para facilitar la accesibilidad del jugador. Se han realizado cambios en la aceleración y desaceleración para aumentar el realismo, lo que hará que los giros sean más fáciles de navegar. Se ha implementado una ligera cola de pez con frenado fuerte para dar una mejor sensación del manejo de la bicicleta y para que el jugador sepa cuán efectivo es su frenado.
Además, la capacidad del jugador para personalizar sus bicicletas aumenta considerablemente. En el modo Extremo, el jugador puede actualizar su bicicleta con varias modificaciones de rendimiento: frenos de carbono, escapes de carrera, ruedas de magnesio / carbono, etc. En el modo Gran Premio, la personalización se limita a mejoras visuales, aunque MotoGP'07 ahora permite a los jugadores un mayor control sobre la apariencia de su bicicleta. A pesar de esto, algunos jugadores se han quejado de que las modificaciones visuales siguen siendo bastante restrictivas; la principal crítica es que la opción de pintura personalizada aún restringe al jugador a la misma cantidad limitada de personalización que los juegos anteriores, a pesar de que la opción de modificación visual general ha sido revisado. Esto deja al jugador incapaz de diseñar o personalizar la pintura de su bicicleta para aproximarse al nivel de detalle de diseño logrado por otros corredores de IA. No se sabe si este problema se resolverá en parches futuros.
Además de esto, la versión para PC del juego presenta un modelo corrupto de la Yamaha M1 con la capota trasera deformada visible en las bicicletas de Rossi y Edwards. Además, las multitudes en las tribunas ya no funcionan con los controladores de gráficos posteriores a 2010 en la PC y brillan.

### Ilmor GP
El juego presenta a Ilmor GP para montar, pero en la vida real, el piloto de Ilmor, Jeremy McWilliams, se estrelló antes de la primera ronda de la temporada en Catar, por lo que no pudo participar en la carrera. Andrew Pitt, el segundo ciclista, corrió solo. Ilmor GP no aparece en más carreras desde que Ilmor se retiró del Campeonato de 2007 tras el primer GP de Catar.
Sin embargo, Jeremy McWilliams y Andrew Pitt y la bicicleta Ilmor GP están disponibles para usar como piloto y bicicleta jugables en el modo de campeonato y el modo de carrera y en las carreras rápidas.
En el modo campeonato, el equipo Ilmor GP fue eliminado para evitar correr contra ellos.
En la carrera deportiva, el jugador puede usar el equipo Ilmor GP para personalizarlo y jugar con él, pero al igual que en el modo campeonato, el equipo Ilmor GP se elimina de él.
En la carrera rápida, un piloto IA se reemplaza al azar por Jeremy McWilliams, ya que el juego solo tiene 19 bicicletas a la vez, 20 bicicletas para el modo de carrera deportiva.

## Lanzamiento
MotoGP '07 tuvo un lanzamiento algo prolongado en el Reino Unido. Si bien el lanzamiento de Xbox procedió según lo planeado, la versión para PC se retrasó dos veces: originalmente se retrasó hasta la primera semana de septiembre y luego se retrasó nuevamente hasta la fecha de lanzamiento final del 28 de septiembre.

## Recepción
La versión de Xbox 360 recibió "críticas generalmente favorables", mientras que la versión para PC recibió críticas "promedio", según el sitio web de agregación de reseñas Metacritic.